# شیخ‌طبق
شیخ‌طبق، روستایی در دهستان اوچ‌تپه غربی بخش مرکزی شهرستان ترکمانچای در استان آذربایجان شرقی ایران است.

## پیشینه نام
از نظر لغوی «شیخ تاباق» اسمی مرکب می‌باشد که از واژه‌های «شیخ» و «تاباق» ساخته شده است.
«آقای محمدصادق نائبی نویسنده کتاب میانه واژهٔ شیخ را مخفف ایشیخ می‌داند که آن هم از واژهٔ ایشیق ایجاد شده است.»
ایشیق در زبان ترکی بمعنی «نور، روشنایی و روشن، تابناک و غیره» می‌باشد.
«تاباق» در زبان ترکی، «به ظرف چوبی یا فلزی مسطح و گرد» گفته می‌شود. این واژه در زبان فارسی بصورت طبق نوشته می‌شود.
بنابراین با توجه به مطالب فوق مفهوم لغوی شیخ تاباق، طبق روشنائی و نور خواهد بود و منظور از آبادی شیخ تاباق، روستای مسطح و نورانی می‌باشد که بعلت درخشندگی آن در شب به طبق نورانی تشبیه شده است. در صورتیکه تاباق را بعنوان اسم مرد بپذیریم در آنصورت شیخ تاباق مانند شیخ احمد و شیخ صفی، اسم شخص خواهد بود و روستای شیخ تاباق هم آبادیی خواهد بود که منسوب به شخص خاصی به نام شیخ تاباق می‌باشد.

## جمعیت
بر پایه سرشماری عمومی نفوس و مسکن در سال ۱۳۹۵، جمعیت این روستا برابر با ۱۰۷ نفر (۳۹ خانوار) بوده است.